# کورت ولتسل
کورت ولتسل (آلمانی: Kurt Welzl؛ زادهٔ ۶ نوامبر ۱۹۵۴) بازیکن فوتبال اهل اتریش بود.
از باشگاه‌هایی که در آن بازی کرده‌است می‌توان به باشگاه فوتبال آزد آلکمار، باشگاه فوتبال گراتس، باشگاه فوتبال المپیاکوس، باشگاه فوتبال خنت، و باشگاه فوتبال والنسیا اشاره کرد.
وی همچنین در تیم ملی فوتبال اتریش بازی کرده‌است.